# José Luis López Vázquez
José Luis López Vázquez de la Torre (Madrid, 11 de março de 1922 - Madrid, 2 de novembro de 2009) foi um ator espanhol.

## Biografia
José Luis López Vázquez nasceu em Madrid. Ele originalmente trabalhou no teatro como figurinista, cenógrafo e como assistente de direção de Pío Ballesteros e Enrique Herreros. Em 1946, passou para o cinema, com um pequeno papel no filme María Fernanda la Jerezana. Originalmente estrelou em papéis cômicos, ele fez a mudança para filmes de drama em 1960, demonstrando uma profunda aptidão para atuar.
Durante sua vida, estrelou em mais de 200 filmes, filmando vários filmes de longa-metragem em um ano. Em 1971, atuou em um recorde de 11 filmes. Embora normalmente López aparecesse em filmes espanhóis, ele trabalhou ocasionalmente em projetos internacionais: no filme do Reino Unido Travels with My Aunt de 1972, contracenou com Maggie Smith. Seu trabalho mais conhecido talvez seja no filme La cabina, premiado com um Emmy, que foi feito no mesmo ano com o diretor Antonio Mercero. López Vázquez trabalhou com Mercero em inúmeras outras ocasiões, a mais recente delas foi sua colaboração em um novo projeto, um filme chamado ¿Y tú quién eres? (2006).
López Vázquez morreu de causas naturais em Madrid, em 2 de novembro de 2009, aos 87 anos.

## Filmografia
- El pisito, 1959
- El cochecito, 1960
- Plácido, 1961
- Atraco a las tres, 1962
- La gran familia, 1962
- Amor a la española, 1967
- El bosque del lobo, 1970
- Long Live the Bride and Groom (1970)
- Mi querida señorita, 1971
- Travels with My Aunt, 1972
- La prima Angélica, 1972
- La escopeta nacional, 1977
- National Heritage, 1981
- Todos a la cárcel, 1993